# Bộ Vô (无)
Bộ Vô, bộ thứ 71 có nghĩa là "không" là 1 trong 34 bộ có 4 nét trong số 214 bộ thủ Khang Hy.
Trong Từ điển Khang Hy có 12 chữ (trong số hơn 40.000) được tìm thấy chứa bộ này.

## Tự hình Bộ Vô (无)

Kim văn
Đại triện
Tiểu triện

## Chữ thuộc Bộ Vô (无)
| Số nét bổ sung | Chữ           |
| -------------- | ------------- |
| 0              | 无/vô/ 旡/ký/ |
| 5              | 既/ký/        |
| 7              | 旣/ký/        |
| 9              | 旤/họa/       |